# Ксантопсія
Ксантопсія (від грецьк.xanthos «жовтий» + opsis «зір») — порушення зорової функції (людина бачить навколишні предмети в жовтому кольорі). Виникає внаслідок отруєння деякими хімічними речовинами (наприклад, пікріновою кислотою, сантоніном, амілнітритом тощо). Також іноді може бути симптомом деяких хвороб або функціональних розладів (гельмінтози, атеросклероз судин головного мозку, черевний тиф, неврастенія). Причини та механізм виникнення даного явища на сьогоднішній день недостатньо вивчені, але вважається, що ксантопсія виникає або через функціональні розлади в роботі зорового аналізатора, або ж через проникнення певних речовин в переломлююче середовище ока. Лікують ксантопсію усуненням основного захворювання.